# Blh
Blh – rzeka na południu środkowej Słowacji, lewy dopływ Rimavy w zlewisku Morza Czarnego. Długość – 52,5 km, średni przepływ – 0,9 m³/s.
Źródła Blhu znajdują się na wysokości około 1084 m n.p.m. pod szczytem Tŕstie w środkowej części Rudaw Słowackich (Stolické vrchy). W górnym biegu Blh zasila sztuczny zbiornik wodny Teplý vrch. Z gór spływa na południe, a wkraczając do Kotliny Rimawskiej zmienia kierunek na południowo-wschodni. Uchodzi do Rimavy koło wsi Rimavská Seč na wysokości 154 m n.p.m.